# Amy Coney Barrett
Amy Coney Barrett (28. siječnja 1972., New Orleans), američka odvjetnica i sutkinja. Jedna od devetero članova američkog Vrhovnog suda postala je 31. listopada 2020. na inicijativu američkog predsjednika Donalda Trumpa. Obrazovala se na Pravnom fakultetu Notre Dame, a opisuju je kao štićenicu Antonina Scalie. Zalaže se za zaštitu života od začeća do prirodne smrti, slobodu vjeroispovijesti i isticanja vjerskih simbola, definiciju braka kao zajednice muškarca i žene, jačanje domoljubnih vrijednosti i pravo na nošenje oružja. Po pitanju američkog ustava, zalaže se za originalizam, tj. doslovno tumačenje Ustava.

## Životopis

### Rođenje, djetinjstvo i obrazovanje
Amy Coney Barrett rođena je 28. siječnja 1972. u New Orleansu. Bila je najstarije dijete u obitelji, ali kasnije je dobila još petero braće i sestru. Otac Michael radio je kao odvjetnik u tvrtci Sheil Oil, a majka Linda bila je srednjoškolska profesorica francuskog jezika. Preci njezine majke potječu iz irskog grada Ballyconnella, a i njezin je otac irskog podrijetla. Osim irskog, Barrett ima i francusko podrijetlo. Njezina obitelj je izrazito katolička, a njezin otac je čak bio i đakon. 
Barrett je odrasla u Metairiu, predgrađu New Orleansa. Pohađala je Dominikansku srednju školu svete Marije, a maturirala je 1990. Tijekom školovanja bila je dopredsjednica studentskog zbora. Nakon mature upisala je koledž Rhodes, gdje se istakla u engleskoj književnosti i francuskom jeziku. Ostvarila je vrlo dobar uspjeh 1994. (magna cum laude) te postala sveučilišni prvopristupnik i član dva ugledna akademska društva: Omicron Delta Kappa i Phi Beta Kappa. Profesori su je izabrali najboljom učenicom engleskog jezika. Pohađala je i Pravni fakultet Notre Dame, gdje se istakla kao izvršni urednik studentskog lista. Dobila je nagradu Hoynes i najvišu nagradu Fakulteta. Diplomirala je 1997. kao prva u cijeloj generaciji, te je uz odličan uspjeh (summa cum laude) dobila i naslov doktora prava.

### Odvjetnička karijera
Nakon školovanja Barrett je dvije godine radila kao činovnica u odvjetničkim uredima: prvo za suca Laurencea Silbermana od 1997. do 1998., a potom za Antonija Scaliju od 1998. do 1999. Od 1999. do 2002. radila je u odvjetničkom uredu Miller, Cassidy, Larroca & Lewin, koji se 2001. spojio s odvjetničkom tvrtkom Baker Botts iz Houstona. Tijekom rada u Baker Bottsu, radila je na slučaju Bush protiv Gorea, koji se izrodio nakon predsjedničkih izbora 2000., pomažući u istraživanju podataka i pomažući tvrtci oko zastupanja Georgea W. Busha.